# Kościół św. Jakuba Apostoła w Zdunach
Kościół świętego Jakuba Apostoła – rzymskokatolicki kościół parafialny należący do parafii pod tym samym wezwaniem (dekanat Łowicz-Św. Ducha diecezji łowickiej).
Jest to świątynia murowana, wzniesiona z nieotynkowanej ciemnej cegły. Wybudowana została w 1907 roku według projektu architekta Konstantego Wojciechowskiego w stylu neogotyckim. Prezbiterium zwrócone jest w kierunku południowo-wschodnim. Korpus jest trójnawowy, bazylikowy z transeptem. Od strony północno-wschodniej do korpusu przylega rozbudowana w poprzek, trójprzęsłowa część wieżowa, mieszcząca w przyziemiu kruchtę, nawiązująca do średniowiecznych westwerków. Nad jej środkowym przęsłem wznosi się wysoka czworoboczna wieża, akcentująca główne wejście, a do boków tej części przylegają wieloboczne, niższe wieżyczki. Do prezbiterium przylega od strony południowo-zachodniej dodatkowe pomieszczenie flankowane niższymi wielobocznymi wieżyczkami. Do ramion transeptu dostawione są niższe pomieszczenia na planie pięciu boków ośmiokąta, występujące poza obrys korpusu. Bogata artykulacja architektoniczna (skarpy, lizeny, pinakle zwieńczone kwiatonami, wimpergi, gzymsy wsparte na kroksztynach, przezrocza, blendy) nawiązuje do gotyku, ale jest uproszczona w formie.
Do wyposażenia świątyni należy cudowny obraz Matki Bożej Śnieżnej, ozdobiony sukienkami z XVIII wieku.